# Паломарес дел Рио
Паломарес дел Рио (на испански: Palomares del Río) е населено място и община в Испания. Намира се в провинция Севиля, в състава на автономната област Андалусия. Общината влиза в състава на района (комарка) Голяма Севиля. Заема площ от 13 km². Населението му е 7185 души (по преброяване от 2010 г.). Разстоянието до административния център на провинцията е 10 km.

## Демография
| 1996 | 1998 | 1999 | 2000 | 2001 | 2002 | 2003 | 2004 | 2005 | 2006 | 2007 |
| ---- | ---- | ---- | ---- | ---- | ---- | ---- | ---- | ---- | ---- | ---- |
| 3448 | 3493 | 3651 | 3759 | 3881 | 3902 | 4086 | 4444 | 4728 | 5115 | 5738 |